# Радуга (международный космический эксперимент)
Радуга — международный космический эксперимент по отработке методов и средств многозонального фотографирования Земли для изучения природных ресурсов и окружающей среды.
Основной задачей космического эксперимента «Радуга», проводимого на космическом корабле «Союз-22» в рамках сотрудничества СССР и ГДР по программе «Интеркосмос», было многозональное фотографирование земной поверхности с целью исследования природных ресурсов нашей планеты.

## Техника
В качестве основного прибора использовалась шестиканальная фотокамера МКФ-6, разработанная совместно специалистами СССР и ГДР и изготовленной на народном предприятии ГДР «Карл Цейс Иена».
Фотокамера была установлена в фотоотсеке космического корабля «Союз-22».
МКФ-6 работает на четырёх участках в видимой и на двух — в ближней ИК области спектра и имеет высокую разрешающую способность.
На кадре размером 55×80 мм при высоте полета 250—260 км фиксируется площадь размером примерно 19 000 км². Одна зарядка кассет позволяла получить свыше тысячи кадров в каждом канале.

## Описание эксперимента
Руководителем проекта являлся Ян Львович Зиман.
В начале 1970-х гг., отдел исследования Земли из космоса начинает подготовку эксперимента «Радуга». В 1975 Ян Львович организовывает и проводит в подмосковном пансионате академии наук первую в стране школу-семинар по проблеме дистанционного зондирования Земли из космоса.
Полёт космического корабля «Союз-22», экипаж в составе В. Ф. Быковского и В. В. Аксёнова, состоялся в период с 15 по 23 сентября 1976 г.
Корабль был выведен на орбиту с наклонением 64,8°, максимальное удаление (апогей) — 317,9 км, минимальное (перигей) — 192,6 км, за время полета корабль совершил 127 витков вокруг Земли.
Именно для обеспечения фотографирования поверхности Земли изменено наклонение орбиты для захвата северных (до 66°) широт, в то время как до этого съёмкой захватывались территории лежащие южнее 52° с. ш.
На борту космического корабля «Союз-22» впервые был установлен созданный специально для целей изучения природных ресурсов и контроля окружающей среды из космоса многозональный космический фотоаппарат МКФ-6.
Во время полёта КК «Союз-22» проводилось фотографирование территории СССР, ГДР и других социалистических стран. Полученные во всех шести каналах фотоснимки синтезировались на многокамерном синтезирующем проекторе МСП-4, также разработанном совместно специалистами ГДР и СССР и изготовленной на народном предприятии ГДР «Карл Цейс Иена».
Программа эксперимента «Радуга» выполняла три основные задачи:
- лётно-конструкторские испытания аппаратуры МКФ-6,
- дальнейшую отработку методов многозонального космического фотографирования с целью исследования поверхности и атмосферы Земли
- проведение съёмок обширных районов СССР и ГДР с целью решения практических задач в интересах народного хозяйства обеих стран.

Методика и результаты дешифрирования многозональных снимков, полученных с КК «Союз-22», наиболее полно представлены в Атласе, изданном в международной кооперации учёных СССР и ГДР.
В результате синтезирования получены цветные фотографии (в условных цветах), позволяющие по яркости в различных спектральных диапазонах распознавать физические свойства и состояние изучаемых земных объектов и образований.
Многозональная аппаратура МКФ-6М была установлена также на орбитальных станциях «Салют-6» и «Салют-7» для фотографирования отдельных районов земной поверхности, и акватории Мирового океана.

## Результаты
Материалы многозональной фотоинформации использовались в СССР в различных отраслях народного хозяйства (геологии, лесном и сельском хозяйстве, океанология и др.).
Эксперимент «Радуга» завершил широкий комплекс работ в области фотографических методов изучения из космоса природных ресурсов Земли, проведённых Институтом Космических Исследований АН СССР, географическим факультетом МГУ им. М. В. Ломоносова и другими научными организациями СССР.
Метод многозональной фотосъёмки оказался весьма эффективен для многих отраслей научных исследований и народного хозяйства, и его разработка была удостоена Государственной премии СССР 1984 г.